# Esbeck (Lippstadt)
Esbeck ist ein Ortsteil der Stadt Lippstadt im nordrhein-westfälischen Kreis Soest. 

## Lage
Der Ort liegt östlich der Kernstadt Lippstadt an der Landesstraße L 636. Nördlich verläuft die L 822 und westlich die B 55. Nördlich fließen die Lake und die Lippe. Westlich erstreckt sich das 50,46 ha große Naturschutzgebiet (NSG) Lippeaue Lipperode – Esbeck.

## Sehenswürdigkeiten
In der Liste der Baudenkmäler in Lippstadt sind für Esbeck fünf Baudenkmäler aufgeführt:
- die katholische Pfarrkirche St. Severinus
- drei Bildstöcke (Nordseite der Pfarrkirche, Südseite der Pfarrkirche, Schwalbenweg)

## Wappen
Das Wappen von Esbeck zeigt in Rot drei silberne Bäche. Es entspricht dem Wappen derer von Esbeck.